# Klevener de Heiligenstein
Klevener de Heiligenstein bzw. Heiligensteiner Klevener (oder Alsace – Klevener de Heiligenstein) ist eine geschützte Herkunftsbezeichnung innerhalb der AOC-Alsace. Einzig zugelassene Rebsorte ist der Savagnin Rose, eine Mutation des Savagnin. Die Herkunftsbezeichnung gilt nur für ein Gebiet von max. 87,70 Hektar, das sich auf die Gemeinden Bourgheim, Gertwiller, Goxwiller, Heiligenstein und Obernai verteilt.
Nach den aktuellen Vorschriften ist eine Neuanpflanzung der spezifischen Rebsorte außerhalb des Appellationsbereiches nicht mehr erlaubt. Dort, außerhalb des Appellationsbereiches, ist die Nutzung dieser Appellationsbezeichnung nur noch bis zum Jahr 2021 erlaubt.
Im Vergleich zu einem Gewürztraminer sind die Weine deutlich neutraler, verfügen über mehr Säure und über einen geringeren Alkoholgehalt. Gute Exemplare gewinnen nach einer Flaschenreife von vier bis fünf Jahren deutlich an Profil und können sehr langlebig sein.
Beim im Elsass ebenfalls bekannten Klevner handelt es sich hingegen um Weine der Rebsorte Weissburgunder.
Im Elsass ist der Verkauf von Fasswein untersagt. Der Wein muss beim Verkauf in Flaschen, die hier schmal und hochgezogen sind, abgefüllt sein. Die Flaschen werden aufgrund ihrer Form als flûte (Flöte) bezeichnet.

## Geschichte
Die Rebsorte Savagnin Rose wurde 1740 von Erhard Wantz, dem Bürgermeister von Heiligenstein in die Region Elsass eingeführt. Ampelographen glauben, dass Wantz die Setzlinge aus der Gegend von Chiavenna in der Lombardei importierte. Chiavenna hieß damals im deutschen Sprachgebrauch Cleven. Im Jahr 1971 wurde der aktuelle Sonderstatus für den Klevener de Heiligenstein eingerichtet.
Savagnin rose und der Gewürztraminer sind nur von sehr geübten Ampelographen mit dem Auge voneinander zu unterscheiden. Der visuell offensichtlichste Unterschied ist die Transparenz der Beerenschale kurz vor dem Farbumschlag der Beere (französisch veraison). Mittels DNA-Analyse jedoch kann genetisch eine Differenzierung vorgenommen werden. Bis zum Anfang der 1970er Jahre wussten die Winzer oftmals nicht, warum gewisse Gewürztraminer-Weine nicht das übliche florale Bouquet aufwiesen. Daher wurde meist erst nach dem Weinausbau entschieden, welcher Wein als Gewürztraminer und welcher Wein als Traminer deklariert wurde. Sowohl Savagnin rose als auch Gewürztraminer standen meist ungewollt im Gemischten Satz beieinander. Erst nach Klarstellung dieses Umstands unterschiedlicher Rebsorten wurde die Nutzung des Namens Traminer im Elsass 1973 generell untersagt. Ausnahme bildete das Gebiet um Heiligenstein, da dort der Anteil der Savagnin Rose-Rebe ungewöhnlich hoch war.